# モガメド・イブラギモフ
モガメド・イブラギモフ（Mogamed Ibragimov、マケドニア語: Могамед Ибрагимхалилович Ибрагимов、1974年7月22日 - ）は、北マケドニアのレスリング選手。2000年シドニーオリンピックレスリングフリースタイル85kg級の銅メダリストである。
イブラギモフは、アゼルバイジャン代表として出場した1996年アトランタオリンピックでは5位入賞。3大会連続のオリンピックとなった2004年アテネオリンピックでは1勝もすることなく予選敗退している。

## 実績
- オリンピック
  - 2000年シドニーオリンピック 銅メダル
- 世界選手権
  - 2位 1998年
- ヨーロッパ選手権
  - 優勝 1995、1996、1999年